# Ожуны
Ожу́ны (бел. Ажуны) — деревня в Воропаевском сельсовете Поставского района Витебской области Белоруссии.

## География
Ожуны расположены в 34 км от города Поставы и в 4 км от Воропаево. В окрестностях деревни протекает река Зарежанка (Заражанка).

## История
В 1781 году деревня впервые упоминается в метрических книгах Лучайского костела.
"Ожуны. 28 января 1781 года ксендз Михаил Новоселецкий освятил брак Луки Фиалковского (Фядковского?) и Анны Ферковны из д. Ферки. Свидетели: Самуель Велатович (?) и Иоанн Пузына".
В 1799 году в Ожунах действовал небольшой римско-католический костел.
В Национальном историческом архиве Беларуси сохранились метрические книги Ожунской униатской церкви за 1830, 1832 и 1833 годы.
В 1861 году Ожуны принадлежали графине Софье Мостовской (в девичестве — Хоминской).
В 1873 году Ожуны насчитывали 70 ревизских душ. Территориально деревня входила в состав Лучайской волости Вилейского уезда Виленской губернии.
В 1886 году село насчитывало 17 дворов и 181 жителя; православная церковь.
В 1921 году деревня в составе Лучайской гмины Дуниловичского повета Польской Республики.
В 1923 году 39 дворов и 224 жителей.
С 1926 года в составе Виленского воеводства.
В сентябре 1939 года Ожуны были присоединены к БССР силами Белорусского фронта РККА.
4 декабря 1939 года Ожуны в составе Дуниловичского сельсовета Дуниловичского района Вилейской области БССР.
В 1947 году 56 хозяйств, кузница.
В 1963 году — в составе Воропаевского поселкового Совета. Ожуны насчитывали 59 дворов, 172 жителей. В деревне были начальная школа и клуб.
В 2001 году 44 дома и 96 жителей, совхоз «Воропаево».